# Promjenjive vrste riječi
Promjenjive riječi su one koje svoj oblik mijenjaju u različitim rečeničnim položajima, ali ne i osnovno značenje. Imenice, pridjevi, većina brojeva, zamjenice i glagoli promjenjive su riječi, sastoje se od osnove i nastavka. Osnova je stalni, nepromjenjivi dio riječi, a dio riječi koji se mijenja zove se nastavkom. Osim promjenjivih riječi, postoje i nepromjenjive vrste riječi.
Kod promjenjivih riječi razlikuje se osnova i nastavak. Osnova je onaj dio riječi koji se u morfološkim promjenama ne mijenja, osim u određenim okolnostima kada se u završnici osnove proizvodi kakva glasovna promjena (nepostojano a, vokalizacija, sibilarizacija, jotacija, palatalizacija i dr.). 
Osnovu dobivamo ako riječi oduzmemo oblične (deklinacijske, konjugacijske) nastavke. Nastavak je glas ili glasovni skup koji se dodaje osnovi za tvorbu gramatičkih oblika riječi.